# Demonolatría
La demonolatría consiste en la adoración y culto al demonio o diablo. Para los cristianos es una forma de idolatría. La demonolatría fue atribuida desde finales de la Edad Media a los brujos y a las brujas y sirvió para justificar su persecución.

## Definición
Aunque tradicionalmente se ha empleado el término para referirse específicamente a la adoración del concepto de demonio en el cristianismo (encarnación del mal), algunos argumentan el empleo del término demon como raíz, con lo que la demonolatría sería, en ese contexto, la adoración y culto a entidades sobrenaturales, no necesariamente malignas.
La demonolatría no debe ser confundida con la demonología, el estudio y categorización de demonios, realizado tradicionalmente por monjes cristianos; aquellos que estudian al demonio no necesariamente le profesan culto o siquiera respeto.
Aquellos que practican la demonolatría (llamados en consecuencia demonólatras) varían enormemente de grupo en grupo en cuanto a sus creencias y rituales. Por regla general, los grupos demonólatras adoran a uno o más demonios o archidemonios, distintos de Satanás; su adoración, aunque técnicamente etiquetable como demonolatría, recibe el nombre más específico de satanismo. Algunos satanistas adoran también a otros demonios, pero de forma secundaria a su adoración principal de Satanás.
En algunas formas de demonolatría Satanás es mencionado como el «quinto elemento», o la fuente de todas las demás energías. En otras palabras, Satanás es el «todo», y todos los demás demonios son simplemente una parte del mismo. Según esa concepción, cada persona, animal, planta, cualquier ser que exista en la naturaleza es también una parte de ese todo. Sin embargo, otras tradiciones demonólatras consideran que Satanás es tan solo uno más de los demonios susceptibles de ser adorados.
Algunos demonólatras afirman que su forma de culto es una tradición, frecuentemente familiar, que no está relacionada con las religiones contemporáneas y movimientos filosóficos conocidos conjuntamente como satanismo.
Se suele confundir con demonolatría la magia ceremonial que emplea evocación, pero sus practicantes no necesariamente adoran demonios, sino que más bien pretenden controlarlos y dominarlos, con el fin de forzarles a cumplir la voluntad del invocante, usando métodos como el Ars Goetia. Muchos demonólatras consideran esta práctica como irrespetuosa hacia los demonios, y posiblemente peligrosa para el practicante. Por tanto usan en su lugar formas de plegaria, Magick y ritual con el objetivo de pedir a los demonios su ayuda, más que darles órdenes.

## Literatura
- Nicholas Remy, Daemonolatreiae libri tres (1595).